# Ichthyophonus
Genre
Ichthyophonus est un genre d'organismes unicellulaires.

## Systématique
Le genre Ichthyophonus hoferi a été créé en 1911 par la biologiste allemande Marianne Plehn (d) (1863-1946) et son assistant Karl Mulsow (d) (~1887-1915),, avec pour espèce type Ichthyophonus hoferi.

## Liste d'espèces
Selon Index Fungorum (6 octobre 2022) :
- Ichthyophonus gasterophilus (Caullery & Mesnil) V. Sprague, 1965
- Ichthyophonus hoferi Plehn & Mulsow, 1911
- Ichthyophonus intestinalis L. Léger & E. Hesse, 1923
- Ichthyophonus irregularis T.G. Rand, K. White, Cannone, Gutell, C.A. Murphy & M.A. Ragan, 2000